# Tecalitlán
Tecalitlán is een stadje in Jalisco, in het westen van Mexico. Tecalitlán heeft 12.411 inwoners (census 2010) en is de hoofdplaats van de gemeente Tecalitlán.
Tecalitlán ligt in het gebied waar de mariachimuziek oorspronkelijk vandaan komt. Het bekendste mariachiorkest van Mexico Mariachi Vargas de Tecalitlán is afkomstig uit Tecalitlán.
Tecalitlán werd gesticht in 1776. De naam is afkomstig uit het Nahuatl en betekent "plaats van de stenen huizen". De belangrijkste inkomstenbron is de verbouw van rietsuiker.